# Necrolestes
A Necrolestes az emlősök osztályába a Dryolestida rendjébe és a Necrolestidae családjába tartozó fosszilis nem.